# Ancema lucidus
Ancema lucidus är en fjärilsart som beskrevs av Druce 1895. Ancema lucidus ingår i släktet Ancema och familjen juvelvingar. Inga underarter finns listade i Catalogue of Life.